# Ольмес, Жоэль
Жоэ́ль Ольме́с (при рождении — Йо́эль Коврига́ру, фр. Joël Holmès; 1 августа 1928, Бендеры, Бессарабия, Румыния — 2 сентября 2009, Кретей, Франция) — французский шансонье, поэт и композитор-песенник.

## Биография
Жоэль Ольмес родился под именем Йоэль Ковригару в 1928 году в Бендерах, куда его родители переселились из Аккерманского уезда (отец — из Измаила, мать — из села Талмазы). В 1934 году с родителями переехал во Францию. Во время Второй мировой войны его родители Мишель Ковригару (1892—1942) и Хана Эрлих (1898—1942), как иностранные подданные еврейского происхождения, были интернированы в концентрационном лагере Дранси, откуда 28 сентября 1942 года депортированы в Освенцим и умерщвлены по прибытии 3 октября того же года. Сам Жоэль был укрыт знакомой семьёй до окончания оккупации.
После войны сменил несколько профессий (в том числе работал электриком и фотографом), затем поступил на театральное отделение Le Petit Conservatoire de la chanson Мирей Артюш (фр. Mireille Hartuch). С 1954 года выступал в различных парижских кабаре (Milord l'Arsouille, Cabaret L'Écluse) с Пией Коломбо, Морисом Фаноном, Жоржем Мустаки и Жаном Ферра.
После победы на передаче Numéros 1 de demain радио Europe 1 в 1958 году имя Жоэля Ольмеса приобрело известность и он записал свой первый альбом. Всего с 1959 года вышло 9 альбомов Ж. Ольмеса с исполнением собственных песен (некоторые из которых были созданы с соавторами).
Получил Гран При Académie Charles-Cros в 1960 году (песня была написана совместно с Жоржем Мустаки). В 1965 году принял участие в фестивале Песня года в Сопоте (песня «L'amour», слова Ж. Ольмеса на музыку Б. Кеслера).
Среди самых известных песен Ольмеса — «La mer m'a donné» (написанная с Жоржем Мустаки), «Jean-Marie de Pantin» (написанная с Морисом Фаноном), «La vie s'en va», «Il y a du chambard dans les marguerites», «Au quai du point du jour».
Последний альбом выпустил в 1966 году, после чего неожиданно завершил эстрадную карьеру. Песни Ольмеса впоследствии записывались различными исполнителями. Песня «La vie s'en va» была переведена на русский язык Борисом Полоскиным и стала очень популярна в СССР под названием «Я люблю» в исполнении Сергея и Татьяны Никитиных.
Был женат на кинопродюсере и сценаристке Вере Бельмон (род. 1938). Сын Стефан — оператор (Stéphan Holmes, 1960—1990).

## Дискография

### EP (сорокапятки)
- 1959 — La pierre (Le bal de quartier, La vieille musique, Sur un bord de rive, La pierre)
- 1959 — La grande foraine (La grande foraine, Il y a du chambard dans les marguerites, Dis-donc Pierrot, Au Quai du Point du Jour, Muguet frais)
- 1960 — Le cœur de Julie (Le cœur de Julie, Les souvenirs, La fille du meunier, Un océan d’amour)
- 1960 — La mer m’a donné (La mer m’a donné, C’était Johnny, Jean-Marie de Pantin, Brève rencontre)
- 1962 — La vie s’en va (La vie s’en va, Jupon vole, Le valet, Triste guitare)
- 1963 — Trois branches de lilas blanc (Trois branches de lilas blanc, La noce à Eugène, L’étang, Gardez vos filles)
- 1963 — Fromlock (La romance, À tout choisir, La carriole, Fromlock)
- 1965 — Qu’est-ce qui fait courir le monde? (Qu’est-ce qui fait courir le monde?, Je reviens, Quand deux enfants s’aiment, L’amour)
- 1966 — Les chemins de Rome (Je suis avec toi, Les chemins de Rome, Si je m’écoutais, On n’a donc rien appris)

### Долгоиграющие (сборники)
- 1963 — Joël Holmes 1963
- 1963 — Mes premières chansons (1958—1963)
- 1964 — Joël Holmes
- 1965 — 12 chansons françaises